# Toni, en famille
Pour plus de détails, voir Fiche technique et Distribution.
Toni, en famille est une comédie dramatique française écrite et réalisée par Nathan Ambrosioni, sorti en 2023.
Le film est présenté en « compétition officielle » au Festival du Film de Demain 2023, où il remporte trois prix : meilleur film, meilleur scénario et le prix du public.

## Synopsis
Antonia, dite Toni, élève ses cinq enfants adolescents. Elle a connu dans sa jeunesse une certaine notoriété comme chanteuse, et chante encore parfois le soir pour arrondir ses fins de mois. Mais alors que ses deux ainés s'apprêtent à passer leur baccalauréat et à suivre leur voie, elle se met à s'interroger sur sa vie et à avoir envie de lui donner une orientation qui lui convienne.
Sa carrière de chanteuse n'a jamais correspondu à ses souhaits après sa participation à la Star Academy, elle n'a fait que réaliser le rêve de sa mère. L'éducation de ses enfants l'a ensuite beaucoup occupée, et l'occupe encore beaucoup, mais son véritable projet serait de devenir enseignante. Pour réaliser son rêve, elle fait un bilan de compétences, une demande de soutien financier auprès de Pôle emploi, s'inscrit à l'université. Ses enfants ne sont pas toujours très enthousiastes face à son projet, et les obstacles sont nombreux. Mais obstinément, malgré tout, elle poursuit dans la voie qu'elle a choisie.

## Fiche technique
Sauf indication contraire, les informations mentionnées dans cette section peuvent être confirmées par les bases de données cinématographiques IMDb et Allociné,  présentes dans la section « Liens externes ».
- Titre original : Toni, en famille
- Réalisation et scénario : Nathan Ambrosioni
- Photographie : Raphaël Vandenbussche
- Montage : Nathan Ambrosioni
- Costumes : Claire Tong
- Production : Hugo Sélignac, Nicolas Dumont
- Sociétés de production : Chi-Fou-Mi Productions, France 2 Cinéma, StudioCanal
- Sociétés de distribution : StudioCanal
- Budget : 3,9 millions d'euros
- Pays de production :  France
- Langue originale : français
- Format : couleur
- Genre : comédie dramatique
- Durée : 96 minutes
- Dates de sortie : 
  - France : 3 juin 2023 (Festival du Film de Demain) ; 6 septembre 2023 (sortie nationale)
- Classification :
  - France : tous publics[1]

## Distribution
- Camille Cottin : Antonia « Toni » Livesi
- Léa Lopez : Mathilde Livesi
- Thomas Gioria : Marcus Livesi
- Louise Labèque : Camille Livesi
- Oscar Pauleau : Timothée Livesi
- Juliane Lepoureau : Olivia Livesi
- Catherine Mouchet : la mère de Toni
- Guillaume Gouix : le médecin
- Saadia Bentaïeb : madame Audemard
- Florence Muller : Sophie
- Frédéric Épaud : le gérant du bar
- Benoît Giros : le doyen de l'université
- Caroline Espargilière : la conseillère d'orientation

## Production

### Genèse et développement
D'après le réalisateur, Nathan Ambrosioni, le titre du film, Toni, est un hommage au métier d'acteur et spécifiquement à la comédienne australienne Toni Collette.
Nathan Ambrosioni apprécie Camille Cottin depuis son adolescence lorsqu'il la regardait dans la série télévisée Connasse. Il a écrit le rôle de Toni avec Cottin en tête.

### Tournage
Le tournage a eu lieu à Grasse dans les Alpes-Maritimes, entre le 13 juin 2022 et le 28 juillet 2022,.

## Accueil

### Accueil critique
En France, le site Allociné propose une moyenne de 3,9/5, après avoir recensé 29 critiques de presse.

### Box-office
Pour son premier jour d'exploitation en France, Toni, en famille se place à la première place du box-office des nouveautés avec 16 025 entrées, dont 3196 en avant-première. Pour sa première semaine d'exploitation en salles, le film cumule 118 482 entrées sur 392 copies, se plaçant en troisième place du box-office, derrière Equalizer 3 (176 148 entrées) et devant Barbie (108 258 entrées).
| Pays ou région | Box-office      | Date d'arrêt du box-office | Nombre de semaines |
| -------------- | --------------- | -------------------------- | ------------------ |
| France         | 300 427 entrées | 7 novembre 2023            | 9                  |
| Total mondial  | 1 364 392 $     | -                          | -                  |

## Distinctions

### Récompenses
- Festival du Film de Demain 2023 : 
  - Prix du meilleur film[13]
  - Prix du meilleur scénario pour Nathan Ambrosioni[13]
  - Prix du public[13]

### Nominations et sélections
- Festival du Film de Demain 2023 : compétition officielle, première mondiale[14],[15]
- Rencontres Art et Essai de Bretagne 2023 : sélection officielle[16]
- Festival du Cinéma et Musique de Film de La Baule 2023 : sélection officielle[17]
- Les Vendanges du 7e Art 2023 : sélection officielle[18]
- Festival du film francophone d'Angoulême 2023 : sélection « Coups de cœur »[19]